# John Maybury
John Maybury (geboren 1958 in London) ist ein britischer Künstler und Filmregisseur. International bekannt wurde er mit dem Spielfilm Love Is the Devil: Study for a Portrait of Francis Bacon und mit seinem Musikvideo für Sinéad O’Connors Nothing Compares 2 U, das 1991 für einen Grammy nominiert war.

## Biografie

### Spielfilme
Bereits in seinem Film Man to Man aus dem Jahr 1992 arbeitete John Maybury mit der Schauspielerin Tilda Swinton zusammen. Sein bekanntester Film Love Is the Devil: Study for a Portrait of Francis Bacon wurde 1998 auf dem Filmfestival Cannes in der Sektion Un Certain Regard uraufgeführt. In diesem Biopic über das Leben des Malers Francis Bacon spielte ebenfalls Tilda Swinton neben Derek Jacobi und Daniel Craig.
2005 drehte er The Jacket mit Adrien Brody und Keira Knightley. 2008 wurde sein Film The Edge of Love, ein Biopic über das Leben des walisischen Dichters Dylan Thomas, mit Sienna Miller, Cillian Murphy, Matthew Rhys und Keira Knightley in den Hauptrollen. Außerdem führte er bei der letzten Folge der HBO/BBC-Serie Rom Regie.

### Musikvideos
Sein Musikvideo Nothing Compares 2 U für Sinéad O’Connor, aus dem Jahr 1990, hat Aufsehen erregt. Er zeigte Sinéad O’Connors Gesicht in Nahaufnahme, während sie im Einklang mit dem Musikstück intensive Emotionen durchläuft.

## Filmografie als Regisseur

### Spielfilme
- 1992: Man to Man
- 1994: Remembrance of Things Fast: True Stories Visual Lies
- 1998: Love Is the Devil: Study for a Portrait of Francis Bacon
- 2005: Rome
- 2005: The Jacket
- 2008: The Edge of Love

### Serien
- 2007: Rome (Staffel 2 Episoden 7–10)
- 2011–2013: Die Borgias – Sex. Macht. Mord. Amen. (Episoden 5–8)
- 2014: Marco Polo (Staffel 1 Episoden 8–10)

## Auszeichnungen
Internationale Filmfestspiele Berlin 1994
- 1991: Grammy-Nominierung für das Musikvideo Nothing Compares 2 U mit Sinéad O’Connor.
- 1994: Los Angeles Film Critics Association Award für Remembrance of Things Fast: True Stories Visual Lies
- 1994: Teddy Award für den Besten Dokumentarfilm: Remembrance of Things Fast: True Stories Visual Lies
- 1998: Edinburgh International Film Festival, Best New British Feature für: Love Is the Devil: Study for a Portrait of Francis Bacon
- 1998: Cannes Film Festival, Un Certain Regard, Love Is the Devil: Study for a Portrait of Francis Bacon
- 1999: Buenos Aires International Film Festival of Independent Cinema, nominiert mit Love Is the Devil: Study for a Portrait of Francis Bacon
- 2005: Auf der „Pink List 2005“ wird John Maybury als eine der „100 einflussreichsten schwulen und lesbischen Personen in Großbritannien“ bezeichnet.[4]